# Émile Armand
Émile Armand (pseudônimo de Armand Juin Ernest-Lucien, 26 março de 1872 - 19 de fevereiro de 1963) foi um influente anarquista individualista, francês no início do século XX e também um dedicado escritor, propagandista e ativista do amor livre. Escreveu e editou para as publicações anarquistas L’Ère nouvelle (1901–1911), L’Anarchie, L'EnDehors (1922–1939) e o L'Unique (1945–1953).

## Vida
Armand nasceu em Paris em 26 de março de 1872. Ele era filho de um participante da Comuna de Paris. Inicialmente, ele aceitou o cristianismo, porém nos anos de 1895 e 1896, Armand descobriu o anarquismo através de contatos com a revista Les Temps nouveaux que na ocasião era editada por Jean Grave. Mais tarde, ele escreveu artigos sob o pseudônimo de Junius na revista Le Libertaire de Sébastien Faure. Influências importantes na sua vida foram Leo Tolstoy, Benjamin Tucker, Walt Whitman e Ralph Waldo Emerson.
Armand posteriormente colaborou em outras revistas anarquistas e pacifistas, como La Misere, e L'Universel e Cri Le de Révolte. Em 1901, ele estabeleceu com Marie Kugel (seu companheiro até 1906) a revista L'Ere Nouvelle, que inicialmente aderiu ao anarquismo cristão,   posteriormente abraçou o anarco-comunismo e, em 1911, finalmente aderiu ao anarquismo individualista. Ele fundou a Ligue antimilitariste em 1902 com Albert Libertad e Mathias George PARAF-Javal, outro individualista intransigente. Ele procurou aplicar estes princípios dentro de espaços sociais experimentais, eventos e comunas que os grupos anarquistas na França da época chamavam milieux libres.
De 1902 Armand escreveu Causeries populaires e começou uma parceria editorial escrevendo com o importante anarquista individualista Albert Libertad. Em 1905, começou a colaborar na revista L'Anarchie. Neste período foi preso diversas vezes devido seu ativismo como anarquista, pacifista e antimilitarista. 
Em 1908, ele publicou o livro Qu'est-ce qu'un anarchiste, e em 1911 se casou com Denise Rougeault, que o ajudou financeiramente e com isso foi capaz de se dedicar mais defendendo suas ideias. A partir de 1922, publicou a revista L' EnDehors por 17 anos. Ao mesmo tempo, ele escreveu Poésies composées en prison e  l'Initiation individualiste anarchiste em 1923 e La révolution sexuelle et la camaraderie amoureuse. Em 1931, ele publicou dois livros Ways of communal life without state and authority  e Economic and sexual experiences through history, no qual ele apresentou comunidades anarquista e não anarquista de diferentes épocas. Ele revitalizou o pensamento socialista utópico de pensadores como Robert Owen e, especialmente, Charles Fourier com quem ele também compartilhava com os pontos de vista sobre o amor livre e a liberdade de exploração pessoal.
Armand era ateu.
Ele faleceu em Rouen em 19 de fevereiro de 1963.

## Obra
- L’idéal libertaire et sa réalisation., 1904.
- De la liberté sexuelle, 1907.
- Mon athéisme, 1908.
- Qu'est-ce qu'un anarchiste ? Thèses et opinions, Paris, Éditions de l'anarchie, 1908, 179 p.
- Le Malthusianisme, le néo-malthusianisme et le point de vue individualiste, 1910.
- La Procréation volontaire au point de vue individualiste, 1910.
- Est-ce cela que vous appelez « vivre ? », 1910.
- Les Ouvriers, les syndicats et les anarchistes, 1910.
- Mon point de vue de « l’anarchisme individualiste », 1911.
- La Vie comme expérience, 1916.
- Les besoins factices, les stimulants et les individualistes, 1917.
- Le plus grand danger de l’après-guerre, 1917.
- Lettre ouverte aux travailleurs des champs, 1919.
- L’illégalisme anarchiste. Le mécanisme judiciaire et le point de vue individualiste, 1923.
- L’illégaliste anarchiste est-il notre camarade ?, 1923. in english
- L’Initiation individualiste anarchiste, 1923.
- Entretien sur la liberté de l’amour, 1924.
- L’ABC de « nos » revendications individualistes anarchistes, 1924.
- Liberté sexuelle, 1925.
- Amour libre et liberté sexuelle, 1925.
- Realism and Idealism mixed – Reflections of an Anarchist Individualist. 1926. [6]
- Ways of Life in Common without State nor Authority: Sexual and Economic Experiences through History. 1931[6]
- Libertinage and Prostitution: great prostitutes and famous libertines: influence of the sexual act in the political and social life of humanity 1936[6]
- La révolution sexuelle et la camaraderie amoureuse, 1934.

### Publicações
- L’Anarchie
- L'Ère nouvelle (1901–1911)
- Hors du troupeau (1911)
- Par-delà la Mêlée (1916)
- L'EnDehors (1922)
- L’Unique (1945)